# Carapotós

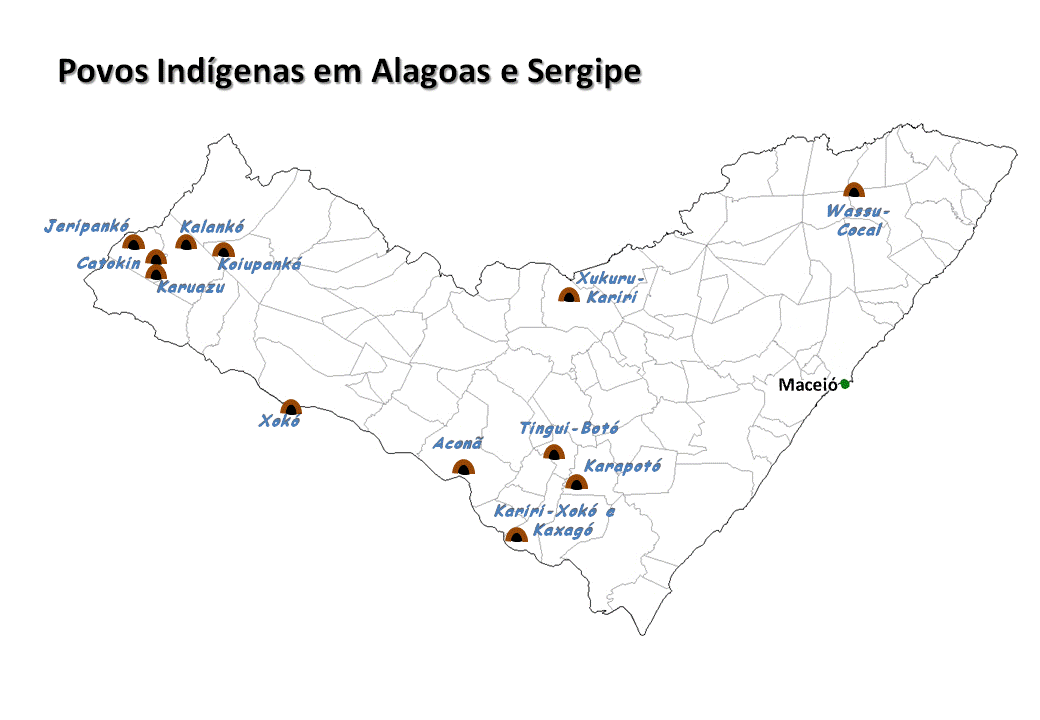
Povos Indígenas em Alagoas e Sergipe.

Os Karapotós ou Carapotós são um grupo indígena brasileiro, que habita a aldeia Plak-ô e o povoado terra Nova, ambos situados no município de São Sebastião, no estado de Alagoas.
Em 1862, Manoel Lourenço da Silveira, ao registrar os povos indígenas remanescentes na então província de Alagoas após a incursão da bandeira de Jerônimo de Albuquerque, verificou a presença de Carapatós numa aldeia em Porto Real do Colégio.